# كارول هارت
كارول هارت (بالإنجليزية: Carole Hart)‏ هي منتجة تلفزيونية أمريكية، ولدت في 30 أبريل 1943، وتوفيت في 5 يناير 2018 بسبب سرطان.